# Эффект «Пионера»

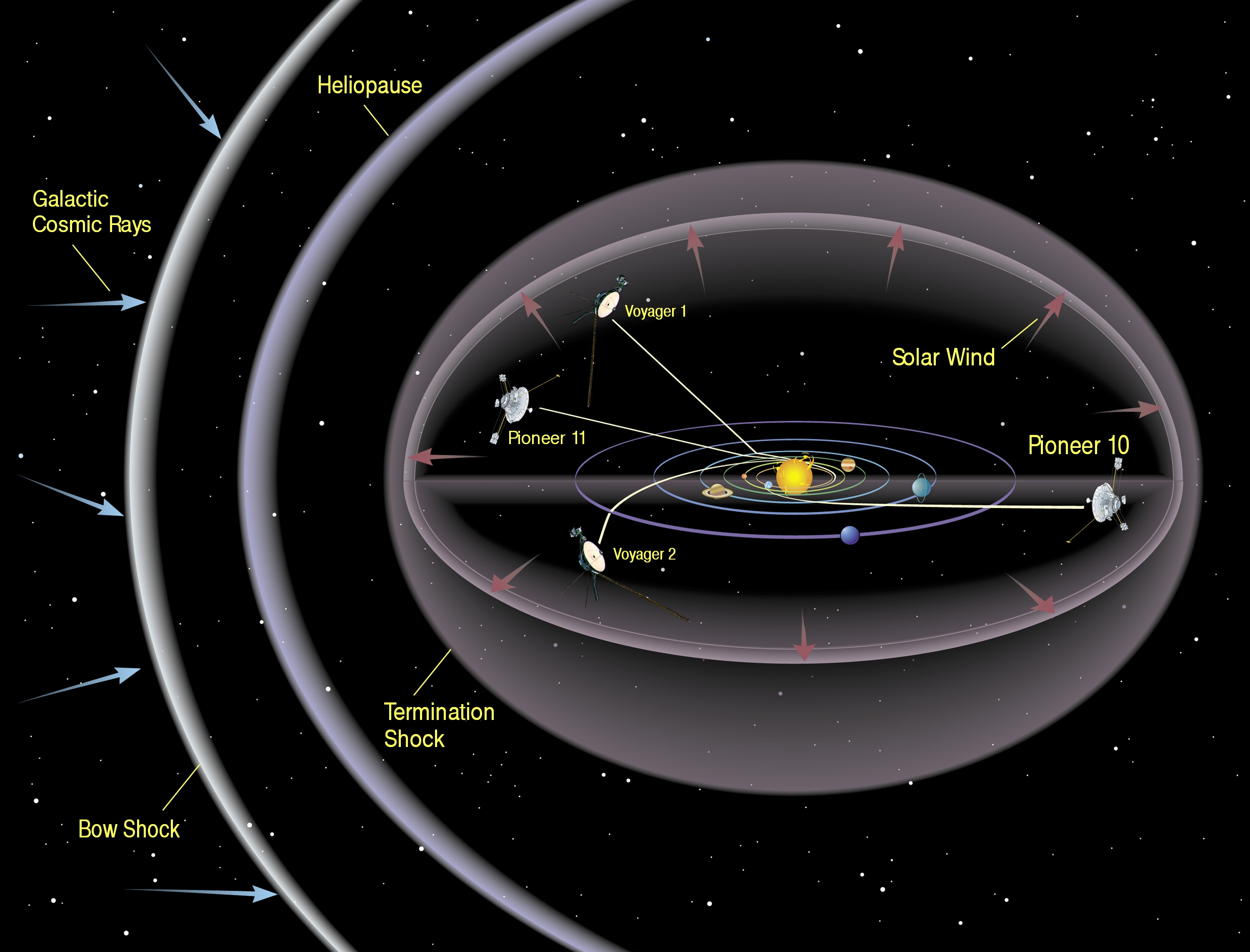
Иллюстрация выхода космических аппаратов за пределы Солнечной системы

Эффект «Пионера» (эффект «Пионеров», аномалия «Пионеров») — наблюдаемое отклонение в траектории движения различных космических аппаратов от ожидаемой (рассчитанной по текущей модели движения космических тел). Эффект был обнаружен при наблюдении за первыми космическими аппаратами, достигшими внешних пределов Солнечной системы (преодолевших орбиту Плутона), — «Пионер-10» и «Пионер-11». Оба «Пионера» замедляются под совместным действием силы гравитации Солнца и других сил, однако при очень точном определении ускорения (замедления) аппаратов и сравнении его с теоретически рассчитанным обнаруживается дополнительная очень слабая сила неизвестной природы, отличная от всех других известных сил, влияющих на аппараты.
Хотя однозначного и общепринятого в научном мире объяснения данному феномену до начала 2010-х годов не имелось, после 2011 года в качестве наиболее вероятной рассматривается версия, что этот эффект имеет тепловую природу и объясняется анизотропией интенсивности теплового излучения энергетических элементов аппаратов.
Ранее рассматривались самые различные гипотезы для объяснения происходящего: от простых технических (например, реактивная сила от утечки газа в аппарате) до введения новых физических законов.

## Эффект
Эффект обнаруживается в данных телеметрии, собираемых для вычисления скорости и пройденного расстояния «Пионеров». При учёте всех известных сил, воздействующих на космическое тело, обнаружилось дополнительное, линейно растущее со временем, фиолетовое смещение полученного сигнала, что интерпретируется как очень слабая сила, не объяснимая текущей моделью. Данная сила вызывает постоянное ускорение аппарата в сторону Солнца, равное (8,74 ± 1,33) × 10−10 м/с².
У аппаратов Вояджер-1 и Вояджер-2, чей профиль полёта схож с «Пионерами», выраженного эффекта отклонения не наблюдалось. Однако исследователи отмечают, что сравнение не вполне корректно. «Пионеры» находятся в свободном полёте, а их ориентация стабилизировалась за счёт собственного вращения аппаратов. У «Вояджеров» же нужная ориентация обеспечивается малыми импульсами маневровых двигателей, что может оказывать влияние на траекторию.
Данные от других космических аппаратов (Галилео, Улисс) указывают на схожий с «Пионерами» эффект, но опять ввиду ряда причин (таких как слабое непредсказуемое влияние тяги малых реактивных двигателей, используемых для контроля пространственного положения аппарата) невозможно произвести точную численную оценку эффекта. Проект Кассини — Гюйгенс также имел влияние системы контроля положения в пространстве, что не позволяло произвести точные измерения эффекта. Полученный результат в (26,7 ± 1,1) × 10−10 м/с² не может подтвердить или опровергнуть существование аномалии.

## Возможные объяснения эффекта
Существуют различные теории, объясняющие эффект «Пионеров»:
- Ошибки измерения и сбора статистики[9]
- Действительное торможение, вызванное одним из следующих факторов:
  - Гравитационное притяжение объектов пояса Койпера
  - Торможение о межпланетную среду (пыль, облака газа и т. п.)
  - Утечка газов из самих космических аппаратов
  - Электромагнитные силы, вызванные накопленным космическими аппаратами электрическим зарядом
  - Влияние тёмной материи или тёмной энергии
  - Реактивная сила от неизотропного теплового излучения аппаратов (см. также Фотонная ракета)[1][10]
- Экзотические гипотезы (альтернативные физические теории), обращение к которым было вызвано, в частности, тем, что аномальное ускорение численно близко к произведению скорости света на постоянную Хаббла: {\displaystyle a_{p}\approx cH_{0}}[11][12]

На основе наиболее точных предсказаний орбитального движения спутников Нептуна (Нереида, Протей, Тритон)
было показано, что введение дополнительного ускорения, связанного с ускорением «Пионеров», должно приводить к заметным ошибкам в определении траекторий этих спутников, и аномальное ускорение «Пионеров» связано скорее всего с силами негравитационной природы.
Существует проект по наблюдению за астероидами в зоне действия эффекта, который позволит определить, имеет ли эффект гравитационную природу. В настоящий момент предложено множество гипотез, в рамках которых даётся объяснение «аномалии „Пионера“», например, теория масштабно расширяющегося космоса (Карл Йохан Марелье) и МОНД (Мордехай Милгром).
Аномальное изменение скорости, условно называемое пролётной аномалией, в чём-то сходное с аномалией «Пионера», было обнаружено у четырёх космических аппаратов при гравитационном манёвре около Земли. Однако точно не установлено, вызваны ли они теми же причинами, что и рассматриваемая аномалия.

## Объяснение: сила отдачи теплового излучения
В 1998 году появилась гипотеза, согласно которой эффект в полной мере может быть объяснён недооценённой силой отдачи теплового излучения. Однако на тот момент точная оценка сил теплового излучения была трудна, так как требовались записи телеметрии температур аппарата и его детальная теплофизическая модель, а ни того, ни другого в то время доступно не было. Более того, все температурные модели предсказывали постепенное уменьшение эффекта со временем, чего в изначальном анализе не обнаружилось.
Один за другим эти препятствия были решены. Были найдены и оцифрованы многие старые записи телеметрии. Они дали графики энергопотребления и температуры блоков аппарата. Несколько коллективов учёных построили подробные температурные модели, которые могли быть проверены на известных значениях температур и энергопотребления, и позволили количественно вычислять силу давления теплового излучения. Длительный интервал навигационных записей показывал, что аномальное ускорение действительно уменьшалось со временем.
В июле 2012 года Вячеслав Турышев с сотрудниками опубликовали статью в Physical Review Letters, которая объясняла аномалию:

Мы исследовали возможность аномального ускорения аппаратов «Пионер-10» и «Пионер-11» из-за силы отдачи, связанной с анизотропным испусканием теплового излучения аппаратами. Для этого, опираясь на проектную документацию, мы построили исчерпывающую теплофизическую модель конечных элементов обоих аппаратов. Потом мы численно решили уравнения теплопередачи и излучения, используя данные реальной телеметрии в качестве граничных условий. Мы использовали результаты этой модели для расчёта эффекта силы тепловой отдачи «Пионера-10» на различных гелиоцентрических дистанциях. Мы нашли, что величина, временно́е поведение и направление результирующего теплового ускорения подобны свойствам наблюдаемой аномалии. Новизна нашего исследования в том, что мы разработали параметризованную модель силы тепловой отдачи и оценили коэффициенты этой модели независимо [от теплофизической модели], по навигационным данным доплеровского слежения. Мы не нашли статистически значимой разницы между двумя оценками и считаем, что когда сила тепловой отдачи учтена точно, аномального ускорения не остаётся.
— Physical Review Letters
Эта статья является наиболее детальным выполненным анализом. Объяснение, базирующееся на силе тепловой отдачи, было поддержано и другими исследовательскими группами, использовавшими различные техники вычислений. Статьи включают утверждения: «Давление тепловой отдачи не является причиной аномалии пролёта „Розетты“, но, вероятно, решает аномалию ускорения, наблюдаемую для „Пионера-10“.» и
«Это показывает, что всё аномальное ускорение может быть объяснено температурными эффектами».